# Interpretação

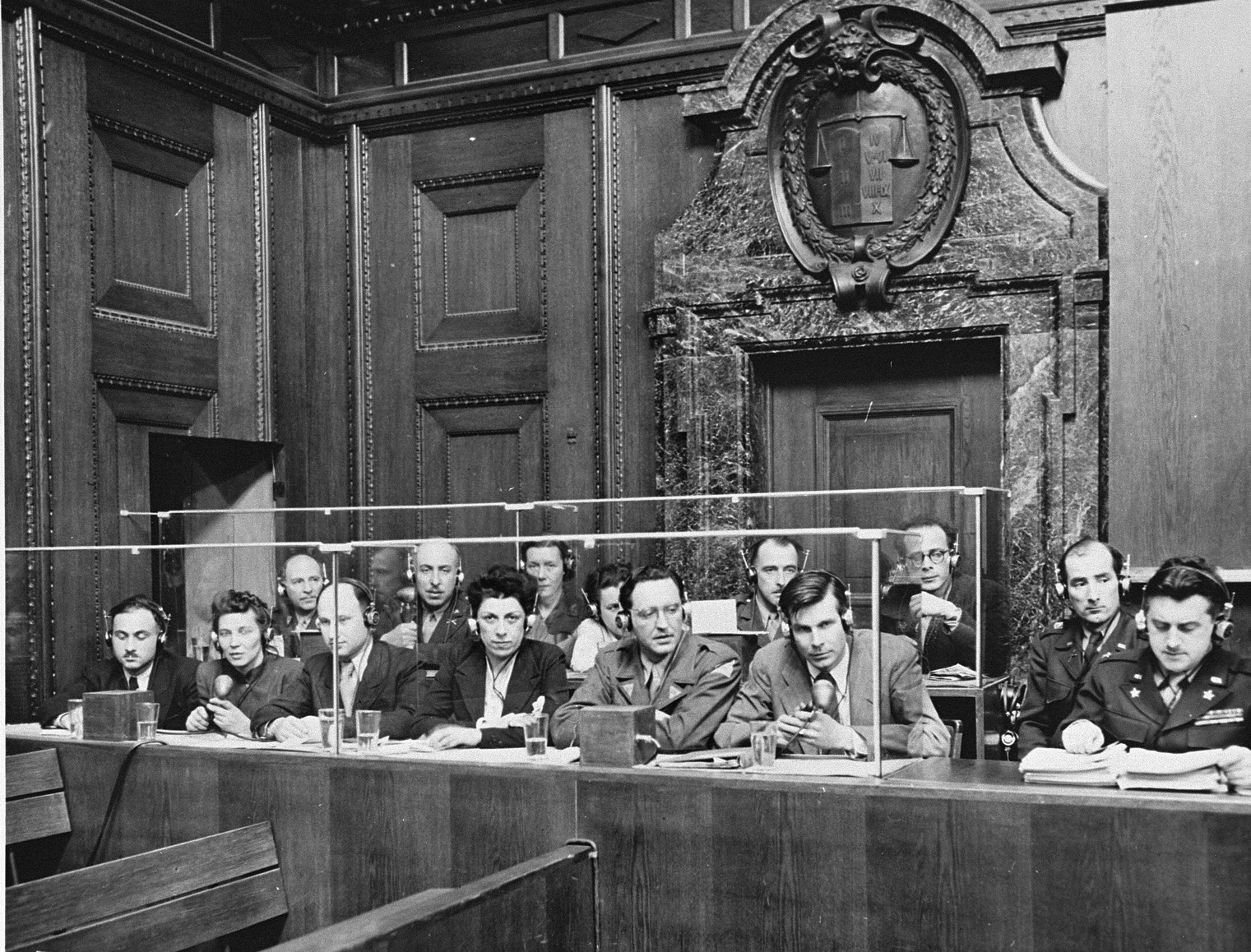
Intérprete jurídico durante os Julgamentos de Nuremberg

Interpretação é um termo ambíguo, tanto podendo referir-se ao processo quanto ao seu resultado, isto é, tanto ao conjunto de processos mentais que ocorrem num leitor quando interpreta um texto, quanto aos comentários que o leitor poderá tecer depois de ler. Portanto, pode consistir na descoberta do sentido e significado de algo, geralmente fruto da ação humana.

## Intérprete
Intérprete é a pessoa que realiza a atividade de interpretação, isto é, que estabelece, simultânea ou consecutivamente, algum tipo de comunicação verbal ou não verbal entre duas entidades. O intérprete pode se referir à:
- Intérprete linguístico: pessoa que estabelece comunicação entre duas ou mais pessoas que não falam a mesma língua;
- Intérprete musical: pessoa que interpreta uma obra musical de outrem;
- Intérprete artístico: pessoa que atua num espetáculo, filme ou outra representação;
- Intérprete jurídico: pessoa que analisa o conteúdo das normas, atribuindo-lhes significado;
- Intérprete textual: pessoa que atribui significado à linguagem formal, artificial ou simbólica.

## Interpretação de línguas

### Interpretação consecutiva
É um dos modos de interpretação (tradução) que divide o diálogo de uma pessoa em partes de vários segundos ou minutos e depois as traduz consecutivamente. É considerada uma técnica básica de interpretação. Enquanto a pessoa fala, o intérprete faz anotações e após determinado intervalo de tempo comunica a tradução.
Por essa razão, esse modo de tradução toma aproximadamente o dobro do tempo da tradução simultânea e não permite uma fluência natural em uma apresentação. Por outro lado, possui uma precisão maior do que a tradução simultânea, além de não necessitar de equipamentos especiais para a plateia e de haver a possibilidade de ser realizada remotamente, através de conferência telefônica com o intérprete e demais participantes.

### Interpretação simultânea
É um tipo de interpretação em que um discurso, apresentação, palestra, treinamento ou qualquer outra forma de comunicação verbal é traduzida para outro idioma simultaneamente. Apresenta um grau de dificuldade técnica substancialmente maior para o intérprete.
Geralmente o intérprete fica dentro de uma cabine isolada acusticamente e sua voz é transmitida até os ouvintes por aparelhos ligados a fones de ouvido. A interpretação ou tradução simultânea é geralmente usada em reuniões e congressos para um grande número de pessoas e permite ao palestrante realizar a sua apresentação sem constantes interrupções, como acontece na interpretação consecutiva.
Também é utilizada a interpretação simultânea no Brasil da Língua Portuguesa para a Língua Brasileira de Sinais (LIBRAS). Este tipo de tradução pode ser encontrada em escolas, palestras, empresas ou qualquer outro lugar onde tenham pessoas com deficiência auditiva, muito em voga hoje devido à inclusão social.
Segundo as normas da ONU, um intérprete pode executar o trabalho de tradução simultânea por 40 minutos seguidos, no caso de um evento isolado e de curta duração e, no caso de um evento de duração superior a 40 minutos, devem trabalhar dois intérpretes, havendo um revezamento entre eles a cada 15 minutos.

### Equipamentos de interpretação simultânea em infravermelho
O sistema infravermelho para tradução simultânea é o sistema mais moderno. Isso porque apresenta inúmeras vantagens em relação aos equipamentos em radiofrequência, dentre os quais destacam-se: total imunidade a qualquer tipo de interferência externa, sobretudo de ondas de rádio e televisão; o sigilo em reuniões e conferências confidenciais; permite que os mesmos canais possam ser utilizados em salas separadas sem causar interferências. O sistema é composto por diversos equipamentos, dentre os quais: um Modulador de Infravermelho, um Emissor de Infravermelho e Receptores de Infravermelho, todos compatíveis entre si. A Central de Intérprete é outro equipamento importante no sistema, uma vez que a qualidade do áudio gerado nesta influenciará na qualidade de todo o restante do sistema. Já a cabine acústica evita que o áudio externo atrapalhe os intérpretes ou que barulhos sejam captados pelos microfones, o que poderia prejudicar a qualidade de todo o sistema. Outro importante equipamento é o estojo carregador, que permite a recarga simultânea dos receptores, evitando a troca frequente de baterias.

## Interpretação musical
É a interpretação de uma obra musical, executando uma peça definida numa partitura, por exemplo. Também pode significar a repetição de uma obra musical de outro artista.

## Interpretação jurídica
A interpretação jurídica é um processo de atribuição de sentido aos enunciados de textos ou normas jurídicas, visando à resolução de um caso concreto. Há diversos métodos de interpretação jurídica:
- Hermenêutica: conjunto de métodos de interpretação;
- Interpretação gramatical:[4] método que permite desvendar o significado da norma, enfrentando dificuldades lexicais, tais como os sentidos possíveis das palavras do legislador;
- Interpretação sistemática:[4] método que analisa a norma jurídica em seu contexto e em conjunto com outras normas;
- Interpretação histórica:[4] método que busca a vontade do legislador originário;
- Interpretação teleológica:[4] método que busca a finalidade das normas jurídicas, tentando adequá-la aos critérios atuais.

O ordenamento jurídico brasileiro também sugere técnicas de interpretação, presentes no Artigo 4º da Lei de Introdução às normas do Direito Brasileiro, que devem ser utilizadas na seguinte ordem:
- Analogia;
- Costumes;
- Princípios gerais do direito.

A grande divergência em teoria geral do direito, entre positivistas e moralistas, reside no "guia" da interpretação jurídica, ou seja, o que guiaria o intérprete legislativo a hora de sua decisão. Para os positivistas, a ponderação e o equilíbrio determinariam um melhor encaixe da interpretação à situação, não existindo, assim, uma solução correta única, haja vista o grande número de princípios em nosso ordenamento. Para os moralistas, como Dworkin, existe uma interpretação correta, que deve estar de acordo com o que ele chama de valor da integridade.
O grande embate entre estas duas correntes justifica-se exatamente pelo fato de que o positivismo vê uma fidelidade ao direito imposto pelas autoridades competentes, decorrentes da estrutura e hierarquia, enquanto o moralismo entende que deve haver uma participação de valores e princípios, de um modo geral na aplicação do direito, que tem uma pretensão de correção segundo Alexy.

## Interpretação textual
Há sempre várias construções e interpretações para um texto. Elas são diversas porque dependem do leitor para atribuir-lhes sentido. Contudo, "é sempre possível advogar a favor de ou contra uma interpretação, confrontar interpretações, arbitrar nelas, visar um acordo, ainda que este acordo continue longe de ser atingido".
Para analisar a interpretação, Paul Ricoeur parte do estudo do texto escrito, acreditando que o estudo da sua interpretação esclarecerá aspectos importantes da linguagem, da ação e da compreensão do sujeito. O autor acredita na interpretação como um processo que não se encerra antes de assinalar a passagem do mundo da vida ao mundo literário e o reingresso do mundo literário no mundo da vida: "a tarefa da hermenêutica é reconstruir o conjunto das operações pelas quais uma obra eleva-se do fundo opaco do viver, do agir e do sofrer, para ser dada, por um ator, a um leitor que a recebe e assim muda o seu agir.”.
Ricoeur cita Dilthey para falar da interpretação como um processo dialético que inclui dois momentos: a explicação e a compreensão. Segundo Dilthey, a explicação segue as ciências naturais e a compreensão diz respeito à apreensão do significado das ações humanas, relativos à ciência do espírito. Para uma melhor compreensão dos conceitos, além de Dilthey, Ricoeur também menciona Hirsch em Validity in Interpretation, separando os conceitos de conjectura e validação, inseridos especificamente no domínio do texto. Ricoeur observa (citando Hirsch) que "não existe regra para fazer boas conjecturas; mas há métodos para validar as conjecturas". Contrapondo conjectura (como adivinhação) e validação (como disciplina argumentativa, gramatical), Ricoeur faz uma analogia entre os conceitos de explicação e compreensão, que estão inseridos no domínio da ação.
“O que parece legitimar esta extensão da conjectura do domínio dos textos ao da ação é o fato de que, ao argumentar acerca da significação de uma ação, eu coloco os meus desejos e as minhas crenças à distância e submeto-os a uma dialética concreta de confrontação com pontos de vistas opostos".
Ao estender à ação o conceito de conjectura, tomado como sinônimo de compreensão, pode-se também concluir a extensão ao campo da ação o conceito de validação, equivalente ao de explicação. Aprofundando rapidamente nesses processos, para Ricoeur, "explicar é destacar a estrutura, quer dizer, as relações internas de dependência que constituem a estatística do texto". Quando explicamos o texto, projeto esse possível e legítimo, analisamos as frases de maneira separadas e em sua totalidade. A partir de uma analise do texto em seus segmentos, o sentido pode ser dado pela disposição dos elementos.
Assim como Hirsch, Ricoeur defende que a validação se aproxima mais da lógica da probabilidade do que da empiria. "Defender que uma interpretação é mais provável que uma outra é diferente de demonstrar que uma conclusão é verdadeira". Porém, o texto não é composto simplesmente por frases que podem ser compreensíveis. O texto possui sua totalidade e seu sentido e deve ser compreendido também assim. “Um texto é mais que uma sucessão linear de frases. É um processo cumulativo, holístico”.
Ricoeur afirma que aquilo que primeiro compreendemos no discurso não é a pessoa, mas o projeto, o mundo que ele revela. "Só a escrita, ao libertar-se, não apenas do seu autor, mas da estreiteza da situação dialogal, revela que o destino do discurso é projetar um mundo".
Ricoeur fala de uma análise profunda que constitui o objeto da compreensão e que exige do leitor uma afinidade com o texto e sobre o que está exposto diante do texto. "Compreender um texto é seguir o seu movimento do sentido para a referência, daquilo que ele diz para aquilo de que fala".
Mas essa relação aparentemente dicotômica entre validar e conjeturar ou explicar e compreender pode ser vista como complementação uma da outra. "Não há explicação que não se complete pela compreensão". A compreensão pede explicação quando não há diálogo, em que não é possível autor e leitor estarem presentes no tempo e no espaço. Quanto mais o locutor explica, mais compreende o ouvinte. Explicação e compreensão podem ser colocadas numa concepção geral da interpretação, quando a "explicação pode considerada como uma etapa entre uma interpretação ingênua e uma interpretação crítica, entre uma interpretação de superfície e uma interpretação em profundidade". 